# Enoc Leaño
Enoc Leaño (Ciudad Insurgentes, Baja California Sur, México; 4 de noviembre de 1968) es un primer actor mexicano en cine, teatro y televisión conocido por su vasta trayectoria en telenovelas y series de las empresas televisoras Canal Once, TV Azteca y Televisa principalmente.

## Carrera
Inicia su carrera artística haciendo cine en pequeños roles como lo fueron La pacifica y Aceite de perro, y después personajes principales como en El tigre de Santa Julia, El viaje de Teo y entre otras más películas más.
Sus primeras telenovelas que realizó en TV Azteca fueron Nada personal, La chacala, El amor no es como lo pintan y Ladrón de corazones entre otras más en roles antagónicos y estuvo durante casi más de 10 años laborando en esa empresa.
Participó en algunas series como lo fueron Zapata: Un amor en rebeldía, Cambio de vida, Los gastronautas, El mariachi y Hasta que te conocí donde relata la vida de Juan Gabriel y mejor conocido como el "Divo de Juárez".
En 2016, debuta en la empresa Televisa con el personaje de 'Othón Alcalá' en la telenovela Despertar contigo siendo uno de los villanos principales de la historia, y donde compartió escena con Ela Velden, Daniel Arenas, Aura Cristina Geithner y un gran elenco.
En 2017, participa en la serie de acción de Telemundo La querida del Centauro, en donde comparte créditos con Sandra Echeverría, Michel Brown, Ludwika Paleta y Humberto Zurita y ese mismo año obtiene otro papel en la telenovela de Caer en tentación interpretando a 'Rodolfo' al lado de Silvia Navarro, Gabriel Soto, Adriana Louvier y Carlos Ferro.
En 2018, forma parte de la telenovela juvenil de Pedro Damián Like dando vida a 'Baldomero', y en el año 2020, participa en la novela de Imperio de mentiras al lado de Angelique Boyer y Andrés Palacios. 
En 2021 formo parte del elenco de la telenovela de Carmen Arméndariz, titulada Te acuerdas de mí con el personaje de 'Fuat' al lado de los actores Fátima Molina, Gabriel Soto, Guillermo García Cantú y demás.

## Filmografía

### Televisión
| Año       | Título                       | Personaje                     |
| --------- | ---------------------------- | ----------------------------- |
| 2024      | El precio de amarte          | Héctor Zárate                 |
| 2024      | El Conde: amor y honor       | Vicente García                |
| 2023      | Esta historia me suena       | Óscar Salamanca               |
| 2023      | Máscara contra caballero     | Willy                         |
| 2023      | Perdona nuestros pecados     | Fuentes                       |
| 2022      | El Rey Vicente Fernández     | Ramón Fernández               |
| 2021-2022 | Parientes a la fuerza        | Aristides Ruiz                |
| 2021      | La negociadora               | Orlando Castro                |
| 2021      | Te acuerdas de mí            | Fuat                          |
| 2020      | Imperio de mentiras          | Reynaldo Ferrer               |
| 2018-2019 | Like                         | Baldomero Rubio               |
| 2017-2018 | Caer en tentación            | Rodolfo Rueda                 |
| 2016-2017 | Despertar contigo            | Othon Alcalá                  |
| 2016-2017 | La querida del Centauro      | Paulino Atencio "El Cirujano" |
| 2016      | Hasta que te conocí          | "Coladeras"                   |
| 2016      | Dios, Inc.                   | Personaje desconocido         |
| 2016      | Yago                         | Tomás                         |
| 2014      | El mariachi                  | "El Coyote"                   |
| 2012      | La ruta blanca               | "El Tuerto"                   |
| 2012      | Los gastronautas             | Sebastián                     |
| 2011      | El encanto del águila        | Francisco Villa               |
| 2009      | Vuélveme a querer            | Rigoberto Mejía               |
| 2008      | Cambio de vida               | Personaje desconocido         |
| 2006      | Futboleros                   | Personaje desconocido         |
| 2005      | Amarte así                   | Juan Tenorio                  |
| 2004      | Zapata, amar sin rebeldía    | Eufemio Zapata                |
| 2003      | Ladrón de corazones          | Ibañez (villano)              |
| 2002      | El diván de Valentina        | Don Max                       |
| 2000-2001 | El amor no es como lo pintan | Darío                         |
| 1999      | Marea brava                  | Gonzalo                       |
| 1998-1999 | El amor de mi vida           | Anselmo                       |
| 1996-1997 | Nada personal                | "El Mandíbulas"               |

### Cine
| Año  | Película                                    | Personaje             |
| ---- | ------------------------------------------- | --------------------- |
| 2024 | Turno nocturno                              | Dr. Sánchez           |
| 2024 | No negociable                               | Presidente            |
| 2023 | Radical                                     | Administrador         |
| 2022 | Huesera                                     | Luis                  |
| 2021 | Donde está el Gober?                        | Gober                 |
| 2020 | Cindy la Regia                              | papá de Cindy         |
| 2020 | Papelitos                                   | Corto                 |
| 2019 | Chicuarotes                                 | Baturro               |
| 2018 | Roma                                        | Político              |
| 2017 | Belzabuth                                   | Jefe Najera           |
| 2017 | Yo no soy guerrillero                       | General               |
| 2016 | Manual de principiantes para ser presidente | Martínez              |
| 2016 | Lalito                                      | Manuel                |
| 2016 | El último de la bola                        | Francisco Villa       |
| 2016 | Lluvia adentro                              | Jefe de policia       |
| 2015 | La delgada línea amarilla                   | Ramiro                |
| 2013 | Ciudadano buelna                            | Villa                 |
| 2012 | Colosio: El asesinato                       | Luis Donaldo Colosio  |
| 2011 | Travesía del desierto                       | José Francisco        |
| 2011 | Salvando al soldado Pérez                   | Secretario de Estado  |
| 2009 | Nación apache                               | Román                 |
| 2009 | El libro de piedra                          | Germán                |
| 2008 | Rudo y cursi                                | Portero de juego      |
| 2008 | Crepúsculo rojo                             | Dagoberto             |
| 2008 | El viaje de Teo                             | "El Diablo"           |
| 2007 | Propiedad ajena                             | Pollero               |
| 2007 | El quejido                                  | Remigio               |
| 2007 | La sangre iluminada                         | Eugenio               |
| 2005 | Godot                                       | Godot                 |
| 2003 | La hija del caníbal                         | "Ruso"                |
| 2002 | El tigre de Santa Julia                     | Julián                |
| 2001 | Aceite de perro                             | Francisco             |
| 1997 | La pacífica                                 | Jacinto               |
| 1995 | El plato fuerte                             | Simón                 |
| 1992 | El último                                   | Personaje desconocido |